# 烟煤洞乡
烟煤洞乡，曾是中华人民共和国河北省保定市涞源县下辖的一个乡镇级行政单位 ，2021年10月撤销原杨家庄镇和烟煤洞乡，设立新杨家庄镇。

## 行政区划
原烟煤洞乡下辖烟煤洞村、隋家庄村、井家滩村、南李庄村、土安村、三道城村6个行政村。